# Джелфа (област)
Джелфа (на арабски: ولاية الجلفة е област (уилая) в северната част на Алжир. Административен център е едноименния град Джелфа.

## Географско положение
Област Джелфа е разположена разположена на границата на гъстонаселения север и слабонаселения юг на страната. Джелфа граничи с областите Медеа на север, М'сила и Бискра на изток, Уаргла и Гардая на юг, и Лагуат и Тиарет на запад.

## Административно деление
Областта се дели на 12 окръга и 36 градски общини.

### Окръзи
- 1. Айн ел Ибил
- 2. Айн Усера
- 3. Бирин
- 4. Шареф
- 5. Дар Шиух
- 6. Джелфа
- 7. Ел Идрисия
- 8. Фаид ел Ботма
- 9. Хад Сахари
- 10. Хаси Бабах
- 11. Месаад
- 12. Сиди Ладжел